# Campionati mondiali di sollevamento pesi 1957
I Campionati mondiali di sollevamento pesi 1957, 33ª edizione della manifestazione, si svolsero a Teheran dall'8 al 12 novembre 1957, e furono considerati validi anche come 1° campionati asiatici di sollevamento pesi.

## Titoli in palio
| Categoria            | Eventi         | Atleti |
| -------------------- | -------------- | ------ |
| Pesi gallo           | Fino a 56 kg   | 9      |
| Pesi piuma           | Fino a 60 kg   | 12     |
| Pesi leggeri         | Fino a 67.5 kg | 10     |
| Pesi medi            | Fino a 75 kg   | 15     |
| Pesi massimi leggeri | Fino a 82.5 kg | 13     |
| Pesi mediomassimi    | Fino a 90 kg   | 9      |
| Pesi massimi         | Oltre i 90 kg  | 8      |

## Nazioni partecipanti
Ai campionati parteciparono 76 atleti rappresentanti di 21 nazioni. Sette di queste entrarono nel medagliere. Tra parentesi i partecipanti per nazione.
- Antille Olandesi (2)
- Argentina (1)
- Bulgaria (5)
- Cecoslovacchia (1)
- Cina (2)
- Finlandia (1)
- Francia (2)
- Germania Est (1)
- Germania Ovest (2)
- Giappone (7)
- India (5)
- Iran (7)
- Iraq (3)
- Italia (5)
- Libano (2)
- Pakistan (5)
- Polonia (7)
- Romania (2)
- Stati Uniti (3)
- Turchia (6)
- Unione Sovietica (7)

## Risultati
| Evento      | Oro              | Oro   | Argento              | Argento | Bronzo           | Bronzo |
| ----------- | ---------------- | ----- | -------------------- | ------- | ---------------- | ------ |
| 56 kg       | Vladimir Stogov  | 345,0 | Ali Safa-Sonboli     | 327,5   | Mahmoud Namdjou  | 320,0  |
| 60 kg       | Evgenij Minaev   | 362,5 | Sebastiano Mannironi | 352,5   | Isaac Berger     | 350,0  |
| 67,5 kg     | Viktor Bušuev    | 380,0 | Ivan Abadžiev        | 372,5   | Jan Czepułkowski | 365,0  |
| 75 kg       | Tommy Kono       | 420,0 | Fëdor Bogdanovskij   | 420,0   | Jan Bochenek     | 395,0  |
| 82.5 kg     | Trofim Lomakin   | 450,0 | James George         | 422,5   | Jalal Mansouri   | 412,5  |
| 90 kg       | Arkadij Vorob'ëv | 470,0 | Hassan Rahnavardi    | 440,0   | Firouz Pojhan    | 427,5  |
| Oltre 90 kg | Aleksej Medvedev | 500,0 | Humberto Selvetti    | 485,0   | Alberto Pigaiani | 452,5  |

## Medagliere
| Posiz. | Nazione          | Oro | Argento | Bronzo | Totale |
| ------ | ---------------- | --- | ------- | ------ | ------ |
| 1      | Unione Sovietica | 6   | 1       | 0      | 7      |
| 2      | Stati Uniti      | 1   | 1       | 1      | 3      |
| 3      | Iran             | 0   | 2       | 3      | 5      |
| 4      | Italia           | 0   | 1       | 1      | 2      |
| 5      | Argentina        | 0   | 1       | 0      | 1      |
| 5      | Bulgaria         | 0   | 1       | 0      | 1      |
| 7      | Polonia          | 0   | 0       | 2      | 2      |
| Totale | Totale           | 7   | 7       | 7      | 21     |

## Classifica a squadre
Il sistema di punteggio è basato sui punti distribuiti per l'esercizio totale in base allo schema adottato nel 1948:
| Pos. | Squadra          | Punti |
| ---- | ---------------- | ----- |
| 1    | Unione Sovietica | 33    |
| 2    | Stati Uniti      | 9     |
| 3    | Iran             | 9     |
| 4    | Italia           | 4     |
| 5    | Bulgaria         | 3     |
| 6    | Argentina        | 3     |
| 7    | Polonia          | 2     |